# Empis pilositarsis
Empis pilositarsis är en tvåvingeart som beskrevs av Frey 1953. Empis pilositarsis ingår i släktet Empis och familjen dansflugor. Inga underarter finns listade i Catalogue of Life.